# Hilda Margaret Northcroft
Hilda Margaret Northcroft (Hamilton, 1882 – Auckland, 14 giugno 1951) è stata un medico neozelandese e leader comunitario.

## Biografia

### Primi anni di vita
Hilda Northcroft nacque ad Hamilton, Waikato, Nuova Zelanda nel 1882. Ha frequentato la scuola ad Auckland e ha studiato medicina all'Edinburgh College of Medicine for Women, laureandosi nel 1908. Ha seguito una laurea in ostetricia presso il Rotunda Hospital di Dublino.

### Carriera
La Northcroft tornò in Nuova Zelanda nel 1918 come ufficiale medico sulla nave militare Ayreshire dopo aver praticato la medicina in Inghilterra durante la guerra. Praticò ostetricia ad Auckland.
Oltre alla sua pratica medica, prestò servizio in molti organismi professionali. Era la presidentessa di Auckland dell'Association of Medical Women, la segretaria di Auckland della New Zealand Obstetrical and Gynecological Society e membro dell'Auckland Hospital dal 1938 al 1947.
Nella comunità era attiva nel Consiglio nazionale delle donne, membro del comitato distrettuale di Auckland del comitato per il servizio di guerra delle donne e presidente della Federazione internazionale delle donne universitarie. Era politicamente attiva nel Partito riformista e poi nel Partito nazionale neozelandese.
Morì ad Auckland il 14 giugno 1951.